# Tigillum Sororium
El tigillum Sororium era un arco de madera en las laderas de la colina Velia en Roma, donde se celebraban ceremonias de carácter expiatorio.

## Descripción
Según la tradición romana, el tigillum Sororium ("puerta o viga de la hermana") era una viga de madera, colocada entre dos postes, erigida por el padre de Publio Horacio bajo la cual se le hizo pasar , a modo de bajo un yugo, como rito de expiación (pasar bajo el yugo) por haber matado a su hermana Camila, tras la decisión de la asamblea popular de no castigarle por su asesinato. De hecho, sería el primer arco construido en Roma.
El arco se habría colocado cerca de los altares de Juno Sororia y Jano Curiacio.
Los soldados romanos pasarían bajo este arco de madera cada 1 de octubre, es decir, al final de la temporada bélica, como acto de purificación.
Según Livio, que escribió a finales del siglo I a. C., el tigillum Sororium permaneció intacto en Roma hasta su época, habiendo sido mantenido a expensas públicas.